# Japeri
Japeri é um município da Baixada Fluminense, na Região Metropolitana do Rio de Janeiro, estado do Rio de Janeiro, Brasil. Localiza-se a 22º38'35" de latitude sul e 43º39'12" de longitude oeste, a 30 metros de altitude. A população, segundo o censo de 2022 do IBGE, era de 96 289 
habitantes e  o município tinha, em 2021, o menor PIB per capita do Estado do Rio de Janeiro.
Ocupa uma área de 82,954 km², limitada pelos municípios de Paracambi, Seropédica, Queimados, Miguel Pereira e Nova Iguaçu. Banhado pelos rios Guandu, Santana, Rio dos Poços, Rio d'Ouro, Santo Antônio, Ribeirão das Lages e São Pedro, é cortado pelo Ramal de Japeri e pelo Ramal de Paracambi da Supervia, pela Linha do Centro e pela Linha Auxiliar da Estrada de Ferro Central do Brasil, pela RJ-125 ou Rodovia Ary Schiavo (denominada a partir de 9 de fevereiro de 1993, segundo a Lei 2.069) e também pelo Arco Metropolitano..
Emancipou-se de Nova Iguaçu em 1991.

## Topônimo
Existem duas etimologias tupis propostas para "Japeri":
1) teria se originado de yaperi, termo tupi que significa "aquilo que flutua" e que designava uma planta semelhante ao junco que abundava nos pântanos da região;
2) significaria "rio dos japis", pela junção dos termos tupis îapim (japi) e y (rio).

## História

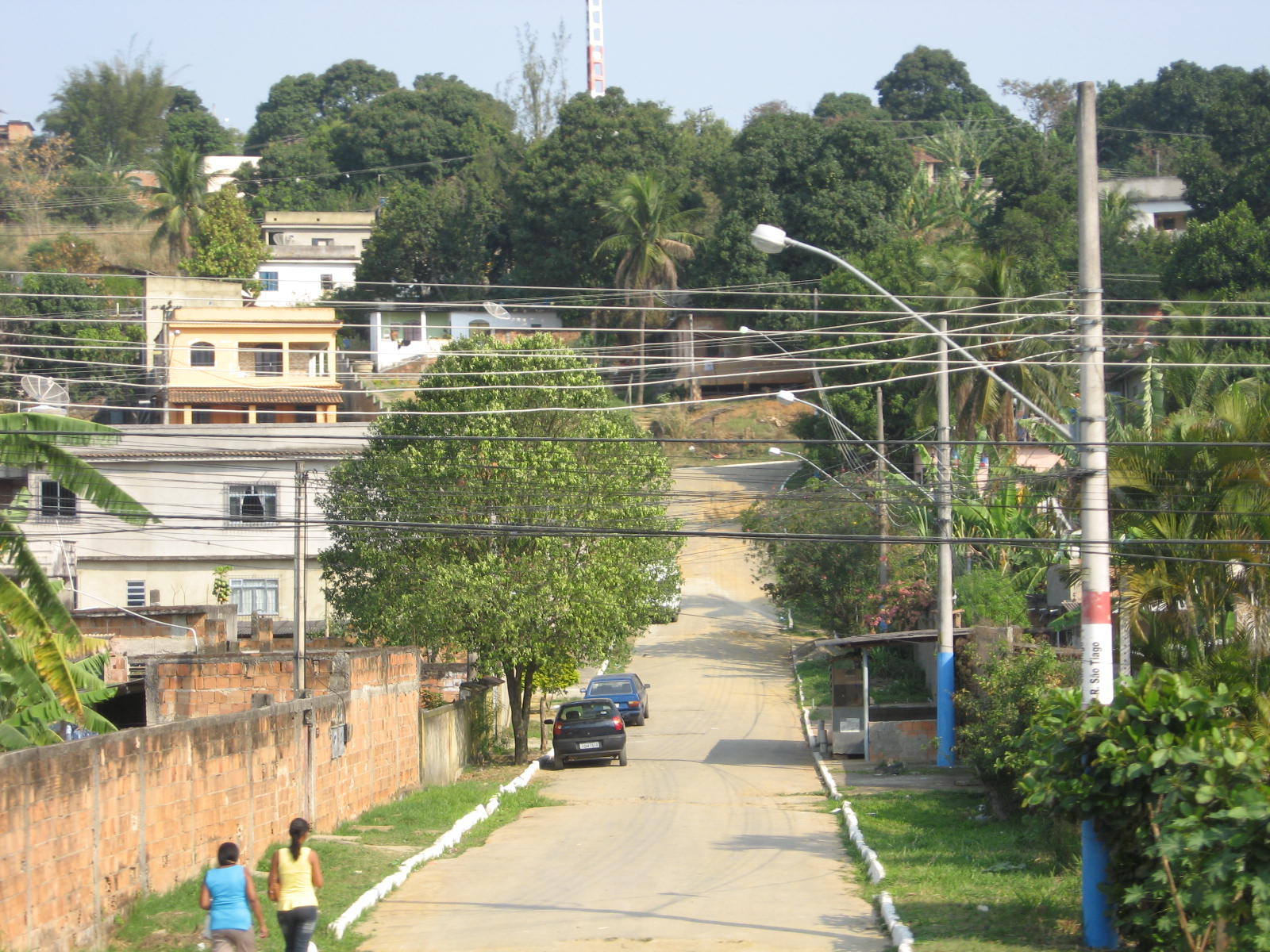
Japeri

O primeiro nome conhecido da região hoje ocupada pela cidade foi "Engenho de Pedro Dias". Em seguida, mudou seu nome para "Belém", sendo pertencente à Freguesia da Sacra Família do Caminho Novo do Tinguá. O primeiro núcleo de povoamento da região se formou ao redor da Capela de Nossa Senhora de Belém e do Menino Deus.
É conhecido, principalmente, por estar localizado e ser a  última estação do maior ramal da Estrada de Ferro Central do Brasil, cujo edifício histórico, além de inspirar uma das imagens do brasão municipal, já foi estampa de selos no Brasil. A construção data de 1858 e foi incorporada à Estrada de Ferro Central do Brasil em 1903. Foi a primeira parada das composições para São Paulo (entre elas, o Trem de Prata). Um raio destruiu parte do prédio histórico, nos meados dos anos 1980.Uma restauração foi promovida pela Supervia, em 2019, sob a supervisão do IPHAN, mas na madrugada de 19 de julho de 2020, um incêndio  destruiu parcialmente o casarão.
A Lei 1 472, de 28 de abril de 1952, elevou a região à condição de distrito do município de Nova Iguaçu, já com o seu atual nome: Japeri. A Lei 1 902, de 2 de dezembro de 1991, conferiu-lhe a condição de município independente.

## Política
Na figura do 6º distrito de Nova Iguaçu, Japeri emancipou-se daquela cidade em 2 de dezembro de 1991, através de plebiscito estabelecido anteriormente pela Constituição Estadual de 1988. Desde então, a localidade tem experimentado os desafios da autonomia política. Os prefeitos e as legislaturas que governaram o município não conseguiram barrar o crescimento desordenado, prevalecendo ainda problemas com trânsito, transporte, água e esgoto, habitação, e educação. Moradores apontam como causa principal dos problemas locais a inércia para o interesse público e a corrupção muito forte. A crise político-econômica que sucedeu a Copa do Mundo de 2014, acentuou drasticamente problemas de segurança, trazendo para a até então pacata cidade do limiar da Baixada Fluminense, os flagelos de outras grandes cidades como noticiário de ônibus queimados, roubos e assaltos
Atualmente Japeri possui 11 (onze) vereadores distribuídos em 7 partidos, e a atual prefeita é Fernanda Ontiveros.

## Economia
Hoje, o município dispõe de crescente número de lojas comerciais e serviços importantes, como comércio e banco, não obstante a agência está localizadas no bairro de Engenheiro Pedreira, a 10 km do Centro e sede da cidade. Apresenta certa aptidão para o lazer, em virtude de sua localização às portas da Serra do Mar, a caminho de cidades importantes do Centro-Sul, como Miguel Pereira, Paty do Alferes e microrregião de Vassouras, do Pico da Coragem, com rampas utilizadas para prática de voo livre, e de sua destacada bacia hidrográfica, já que em seu território passa a maior parte das águas que abastece a região metropolitana do Estado do Rio de Janeiro, incluindo o Rio Guandu que ganha seu nome a partir da divisa com Paracambi. Há diversas opções de lazer ecológico, como trilhas e cachoeiras. Paradoxalmente, diversos bairros da cidade, incluindo o Centro, sofreram durante uma década com falhas duradouras do serviço de distribuição de água por parte da CEDAE, antiga responsável pela operação, o que obrigava moradores a recorrer a carros-pipa com frequência, especialmente aqueles atendidos pelo antigo Sistema do Rio São Pedro, cuja construção remonta ao Imperador Dom Pedro II nas obras empreendidas pelo Engenheiro Francisco de Paula Bicalho, em 1877, a fim de ampliar o sistema de abastecimento na capital. Em 2021, a distribuição de água na cidade foi concedida para a Águas do Rio. Nas proximidades de Engenheiro Pedreira, encontra-se o primeiro campo de golfe público do país, abonado pela Federação de Golfe do Estado do Rio de Janeiro, cujas dimensões foram reduzidas após as obras de construção do Arco Metropolitano, que divide o território da cidade ao meio. A atividade industrial tem aparecido no município, nos últimos anos, graças às políticas públicas de incentivo, que levaram em conta a permissão de desgaste social e ambiental, a renúncia fiscal e a participação estatal. Em Japeri, situa-se uma planta da Casa Granado, tradicional empresa de cosméticos e produtos farmacêuticos.

## Educação
Há escolas de ensino fundamental e médio, públicas e particulares. Algumas instituições de ensino superior possuem núcleos de atendimento à distância. No setor educacional, os resultados do IDEB de 2023, sob responsabilidade do Ministério da Educação, colocavam o município na última posição do Estado do Rio de Janeiro nas notas obtidas ao analisar os anos iniciais do ensino fundamental, enquanto que nos anos finais do ensino fundamental, a cidade figurava em penúltimo lugar em seu Estado; no ensino médio, os resultados colocavam o município na quarta pior posição do RJ, com a pior nota do SAEB na unidade federativa em Matemática no ano de 2023 e quarta pior nota em Língua Portuguesa. O Estado, como um todo, apresentou resultados que revelaram piora em relação a notas obtidas anteriormente. O índice de desenvolvimento humano, índice da Organização das Nações Unidas que mensura o desenvolvimento social, baseado em avaliações de renda, educação e longevidade, posiciona o município entre as 10 piores colocações no Rio de Janeiro, o qual possui 92 municípios.

## Transporte

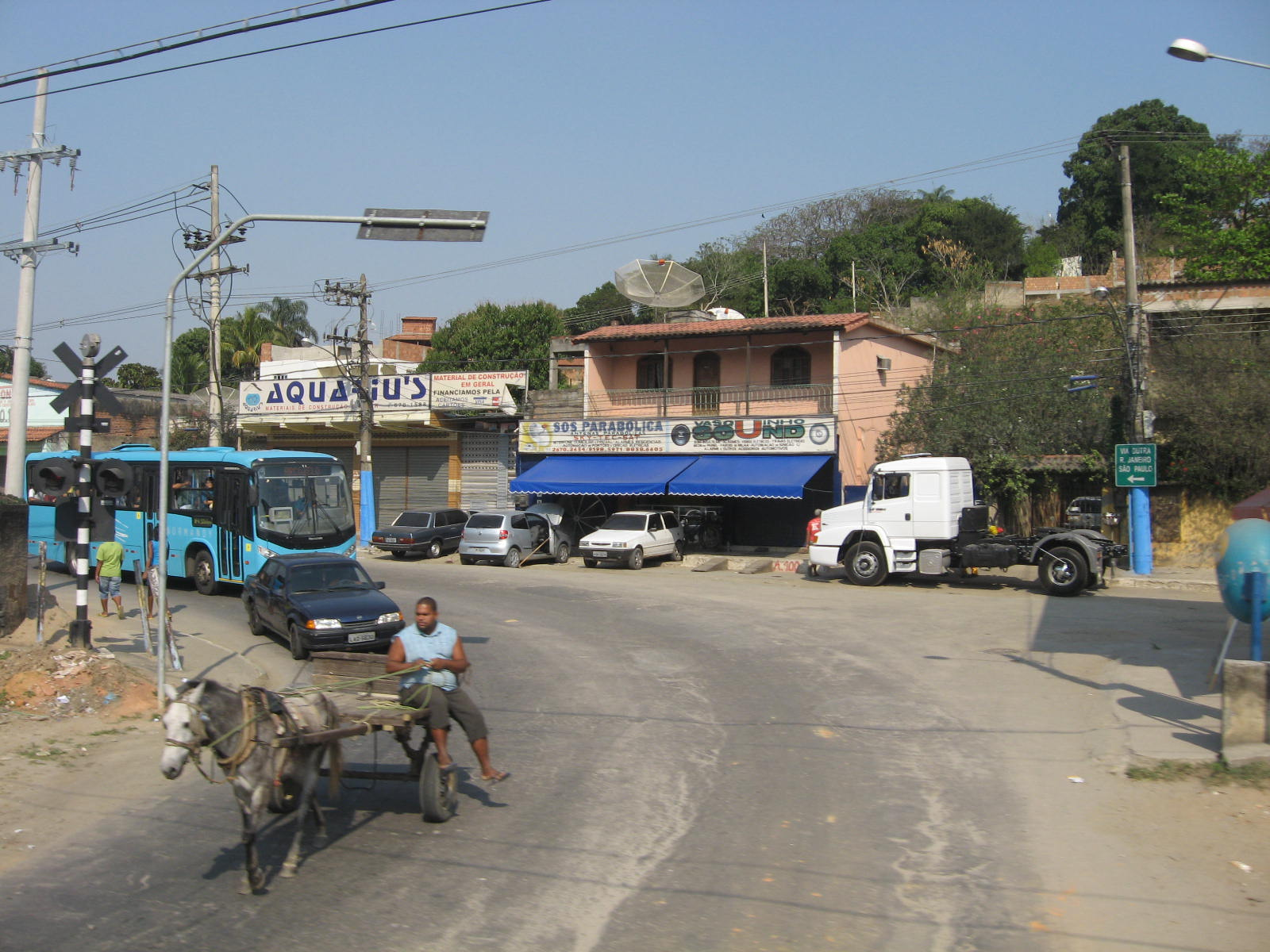
Saída do centro de Japeri, próximo ao cruzamento com a linha férrea (ramal de Paracambi).

Cortam o município as rodovias RJ-125 (Ary Schiavo), que liga a BR-493 (Arco Metropolitano) e BR-116 (Dutra) à microrregião de Vassouras; a RJ-093, que liga a Dutra à cidade vizinha de Paracambi, com outro acesso ao Arco Metropolitano, que atravessa a cidade, na altura do Bairro Santa Inês, onde está a Prefeitura Municipal, o Fórum e a 63ª Delegacia Policial. 
Há linhas de ônibus regulares ligando Japeri a cidades da região Centro-Sul, como Miguel Pereira e Paty do Alferes (Arcozelo), serviço provido pela empresa Linave. Existem também linhas rodoviárias para Nova Iguaçu, Queimados e Paracambi, operados pelas empresas Expresso São Francisco, Fazeni e Transportes Blanco, que também possui linhas da cidade para Nova Iguaçu, Paracambi, Seropédica e Rio de Janeiro (Pavuna), para onde há concorrência com o serviço de trens urbanos, existente na cidade há mais de um século e hoje administrado pela Supervia. 
Servem ao município duas estações de trem: O Terminal Japeri, com ramais para a Central do Brasil e Paracambi, e a estação Engenheiro Pedreira, bairro que concentra a maior parte dos serviços e todas as agências bancárias da cidade.
Estação Ferroviária de Japeri
- Operadoras:

1858 - 1889: Estrada de Ferro Dom Pedro II
1889 - 1975: Estrada de Ferro Central do Brasil;
1975 - 1998: RFFSA Rede Ferroviária Federal S/A;
1994 - 1998: Flumitrens Companhia Fluminense de Trens Urbanos S/A;
1998 - Atual: Supervia.
- Nome original: Estação de Belém
- Inauguração: 8 de novembro de 1858
- Trânsito: Paracambi - Engenheiro Pedreira.
- Distância da Capital: 61,749 km.
- Situação: Operante.

## Cultura
Feriados municipais
Os feriados municipais ocorrem em 30 de junho (aniversário da cidade) e 8 de dezembro (dia de Nossa Senhora da Conceição, padroeira da cidade).

## Subdivisões

### Bairros

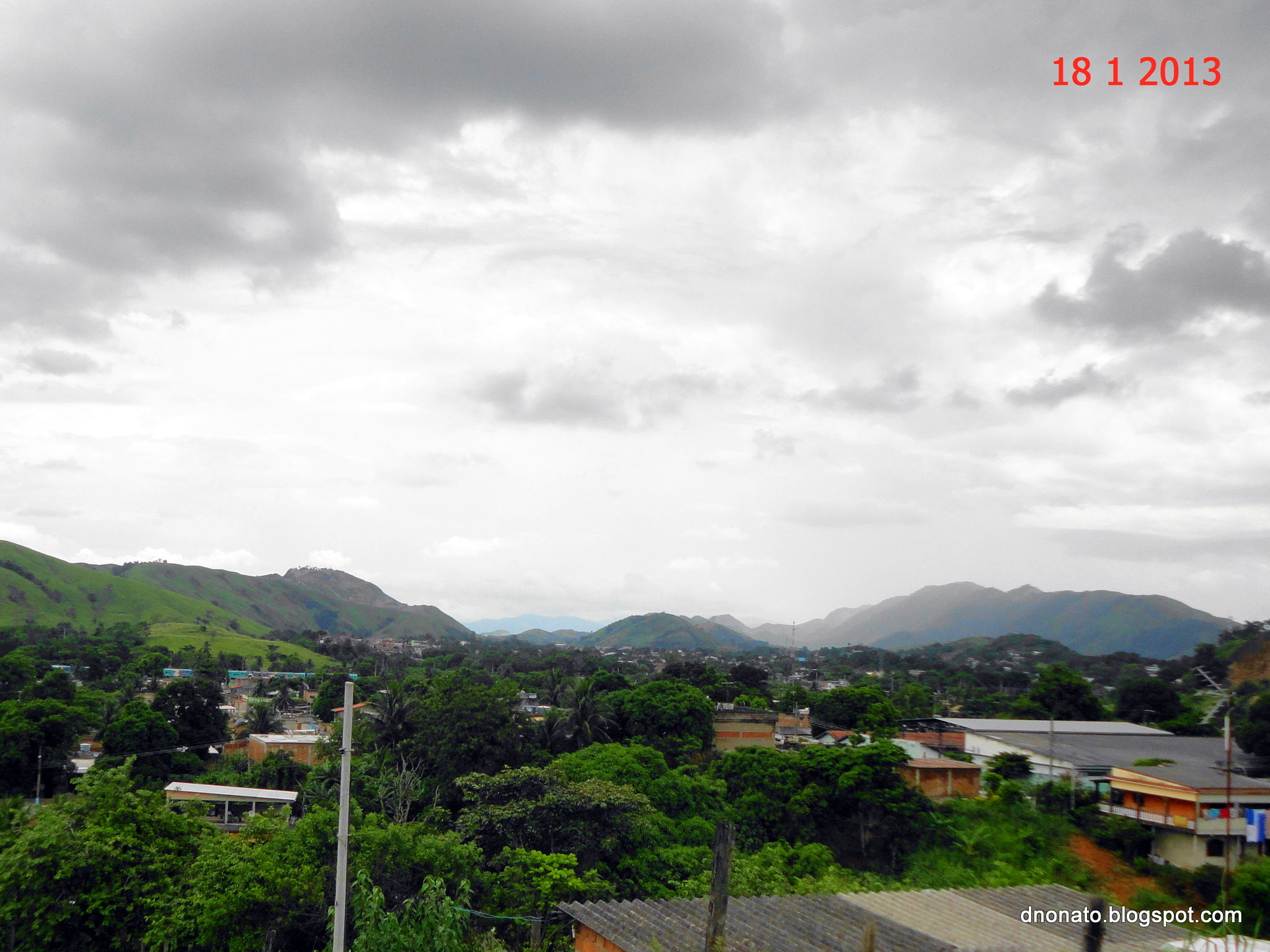
Bairro da Chacrinha, próximo ao centro de Japeri.

- Alecrim
- Aljezur
- Beira-Rio
- Belo Horizonte
- Cajuri
- Caramujos
- Centro
- Chacrinha
- Cosme e Damião
- Delamare
- Engenheiro Pedreira
- Esperança
- Eucaliptos
- Fazenda Americana
- Granja Iguaçu
- Guandu
- Jardim Marajoara
- Lagoa do Sapo
- Laranjal
- Mucajá
- Nova Belém
- Pedra Lisa
- Proletário
- Rio d'Ouro
- Santa Amélia
- Santa Inês
- Santo Antônio
- São Jorge
- São Pedro
- Teófilo Cunha
- Virgem de Fátima